# 土耳其駐泰國大使館
土耳其駐泰國大使館（土耳其語：Türkiye'nin Bangkok Büyükelçiliği）是土耳其共和國對泰王國設置的外交代表機構。該館自1958年起正式開設，土耳其駐泰大使為全館最高首長，其館址及使館建築位於泰國首都曼谷惠恭王縣素鐵訕路差訕巷（ซอยจัดสรร；）61-1號，此前則歷經數次遷館，曾於曼谷市內數處不同的場址運作。

## 沿革
土耳其與泰國在1958年建立邦交，而曼谷的土耳其大使館也於同年設立，首屆大使内傑代特·肯特到任後，於1959年1月15日向泰方遞交國書。開館之初至1993年為止，土耳其大使館均利用承租的用地做為辦事處，其館址在曼谷境內數經變更，1958年－1966年間，使館於奔集路七隆巷（ซอยชิดลม；）31號辦公，1966年至1978年間改遷至拍鳳裕庭路352號運作，1978年起至1993年間，則設址在叻南里路皇家侍從1巷（ซอยมหาดเล็กหลวง 1；）153/2號。現有的大使館用地則是於1992年取得，為土耳其的國有地產，院內設有大使館辦公樓、大使官邸，和提供使館員工住宿的公寓住宅。

## 館務
土耳其駐泰國大使館除大使外，尚設有參贊、秘書及專員等職位，商務參贊室等部門隨使館常駐曼谷，但文化促進參贊室、武官室等部門則常駐馬來西亞首都吉隆坡。本館自1958年建館後，亦長期兼當土耳其對寮國、緬甸等邦交國所設的代表機構，土國駐這些國家的大使也由常駐曼谷的駐泰大使兼任。2012年3月9日後，土耳其駐緬甸大使館開館運作，駐泰大使館才不再兼轄對緬業務。2017年12月27日，土耳其在永珍开设大使馆，结束了兼辖对寮业务。

## 歷屆大使
| 中文姓名                   | 土耳其語姓名 | 到任           | 離任           |
| -------------------------- | ------------ | -------------- | -------------- |
| 内傑代特·肯特              |              | 1958年1月1日   | 1960年1月1日   |
| 哈桑·伊斯廷耶利            |              | 1962年1月1日   | 1967年1月1日   |
| 哈伊里·安勒                |              | 1967年1月1日   | 1970年1月1日   |
| 特古特·伊爾坎              |              | 1970年1月1日   | 1976年1月1日   |
| 埃羅爾·傑拉松              |              | 1978年1月1日   | 1981年1月1日   |
| 雷哈·艾塔曼                |              | 1981年1月1日   | 1987年1月1日   |
| 埃爾丁奇·卡拉薩潘          |              | 1987年1月1日   | 1992年1月1日   |
| 伊爾凡·薩魯漢              |              | 1992年1月1日   | 1996年1月1日   |
| 雅爾琴·圖                  |              | 1996年1月1日   | 1999年1月1日   |
| 恩代爾·阿拉伊貝伊          |              | 1999年1月1日   | 2002年1月1日   |
| 米明·阿拉納特              |              | 2002年1月1日   | 2007年1月1日   |
| 徹納爾·阿爾代米爾          |              | 2007年1月1日   | 2010年1月1日   |
| 艾哈邁德·奧烏茲·切利克科爾 |              | 2010年11月30日 | 2012年12月31日 |
| 奧斯曼·比倫特·圖倫         |              | 2013年1月15日  | 2016年11月1日  |
| 埃夫倫·達代倫·阿克京       |              | 2017年2月1日   | －             |